# 千年发展目标

千禧年发展目标由联合国发起

千禧年发展目标（英語：Millennium Development Goals）是在2000年联合国千禧年首脑会议上提出的8项国际发展目标，并在联合国千禧年宣言中正式做出的一项承诺。所有189个联合国成员国（现为193个）以及至少23个国际组织承诺将帮助在2015年前实现以下发展目标：
1. 消灭极端贫穷和饥饿
2. 实现普及小學教育（英语：Universal Primary Education）
3. 促进性别平等并赋予妇女权力
4. 降低儿童死亡率
5. 改善产妇保健
6. 与愛滋病毒/愛滋病、疟疾以及其他疾病对抗
7. 确保环境的永續性
8. 全球合作促进发展

每个目标均有完成指标以及完成时间限制。为加快目标的实现，八国集团经济部长在2005年6月同意向世界银行、国际货币基金组织和非洲开发银行提供足够资金以替重债穷国还清400至550亿美元的债务，使其能够重新将资源投入到改善健康、教育以及缓解贫困上来。伴随千禧年发展目标而来的有不少批评，包括选择的目标缺乏合理的分析、某些目标难以测量导致进展情况参差不齐等等。尽管发达国家在千禧年发展计划中的援助不断增长，但其中超过一半被用以偿还债务，剩下的部分则多用于自然灾害后的重建以及军事用途。到2013年这些目标完成的并不均衡，一些国家完成了大部分目标，而其余国家则没有按时完成。2010年10月的联合国召开的会议上回顾了这一过程并在会后达成一项旨在按时完成目标的国际计划。新的承诺更注重妇女儿童的健康并倡议全球各国一同对抗贫困、饥饿和疾病。
参与千禧年发展目标计划的非政府组织有联合国千禧年运动、千禧年承诺联合公司、全球贫困项目等等。
1. 消灭极端贫穷和饥饿
  - 靠每日不到1美元维生的人口比例减半
  - 挨饿的人口比例减半
2. 實現普及初等教育
  - 确保不论男童或女童都能完成全部初等教育课程
3. 促进性別平等并赋予妇女权力
  - 最好到2005年在小学教育和中学教育中消除两性差距，並至迟于2015年在各级教育中消除此种差距
4. 降低儿童死亡率
  - 将五岁以下死亡率降低三分之二
5. 改善产妇保健
  - 产妇死亡率降低四分之三
  - 到2015年实现普遍享有生殖保健
6. 与艾滋病毒/艾滋病、疟疾以及其他疾病對抗
  - 到2015年遏制并开始扭转艾滋病毒/艾滋病的蔓延
  - 到2010年向所有需要者普遍提供艾滋病毒/艾滋病治疗
  - 到2015年遏制并开始扭转疟疾和其他主要疾病的发病率
7. 确保环境的永續能力
  - 将永續发展原则纳入国家政策和方案，並扭转环境资源的流失
  - 减少生物多样性的丧失，到2010年显著降低丧失率
  - 到2015年将无法持续获得安全饮用水和基本卫生设施的人口比例减半
  - 到2020年使至少1亿贫民窟居民的生活明显改善
8. 全球合作促进发展
  - 进一步发展开放的、遵循规则的、可预测的、非歧视性的贸易和金融体制。包括在国家和国际两级致力于善政、发展和减轻贫穷
  - 满足最不发达国家的特殊需要。这包括：对其出口免征关税、不实行配额；加强重债穷国的减债方案，注销官方双边债务；向致力于减贫的国家提供更为慷慨的官方发展援助
  - 满足内陆国和小岛屿发展中国家的特殊需要
  - 通过国家和国际措施全面处理發展中国家的债务问题，使债务可以长期持续承受
  - 与发展中国家合作，为青年创造体面的生产性就业机会
  - 与制药公司合作，在发展中国家提供负担得起的基本药物
  - 与私营部门合作，提供新技术、特别是信息和通信技术产生的好处

## 描述
時任聯合國秘書長科菲·安南本人和世界貿易組織、國際貨幣基金組織等國際機構和許多發展中國家都對千禧年發展目標十分關注，並一直強調其重要性，但是911事件後許多國家在反恐戰爭、維護安全等問題上表現出更大興趣，使得許多人發出了能否按時完成千禧年發展目標的憂慮。許多發展中國家要求發達國家更加關注千禧年發展目標並在其中扮演更積極角色。
2004年3月，聯合國發表第一份千禧年發展目標進度報告，其中表揚中國在推動該目標方面的成果。中國已經在包括減少貧困人口等幾個方面提前實現了千禧年發展目標。聯合國對其他目標在中國的實現表示樂觀。
2015年，聯合國推動永續發展目標取而代之。